# Wase Rock
Wase Rock is een berg van het type inselberg gelegen in de buurt van de plaats Wase in de staat Plateau in Nigeria. De rotsformatie staat alleen in de vlakte van Wase. De berg heeft een hoogte van 350 meter boven het omliggende landschap.
De berg wordt beschreven als een vulkanische plug. Hij is door zijn hoogte zichtbaar vanaf een omtrek van 40 kilometer. Een gebied van 321 hectare wordt door de overheid beschermd voor de vogels en voor wilde dieren. De berg is een van de vijf broedplaatsen van de Rossy witte pelikanen.